# Pfarrhaus (Windsbach)

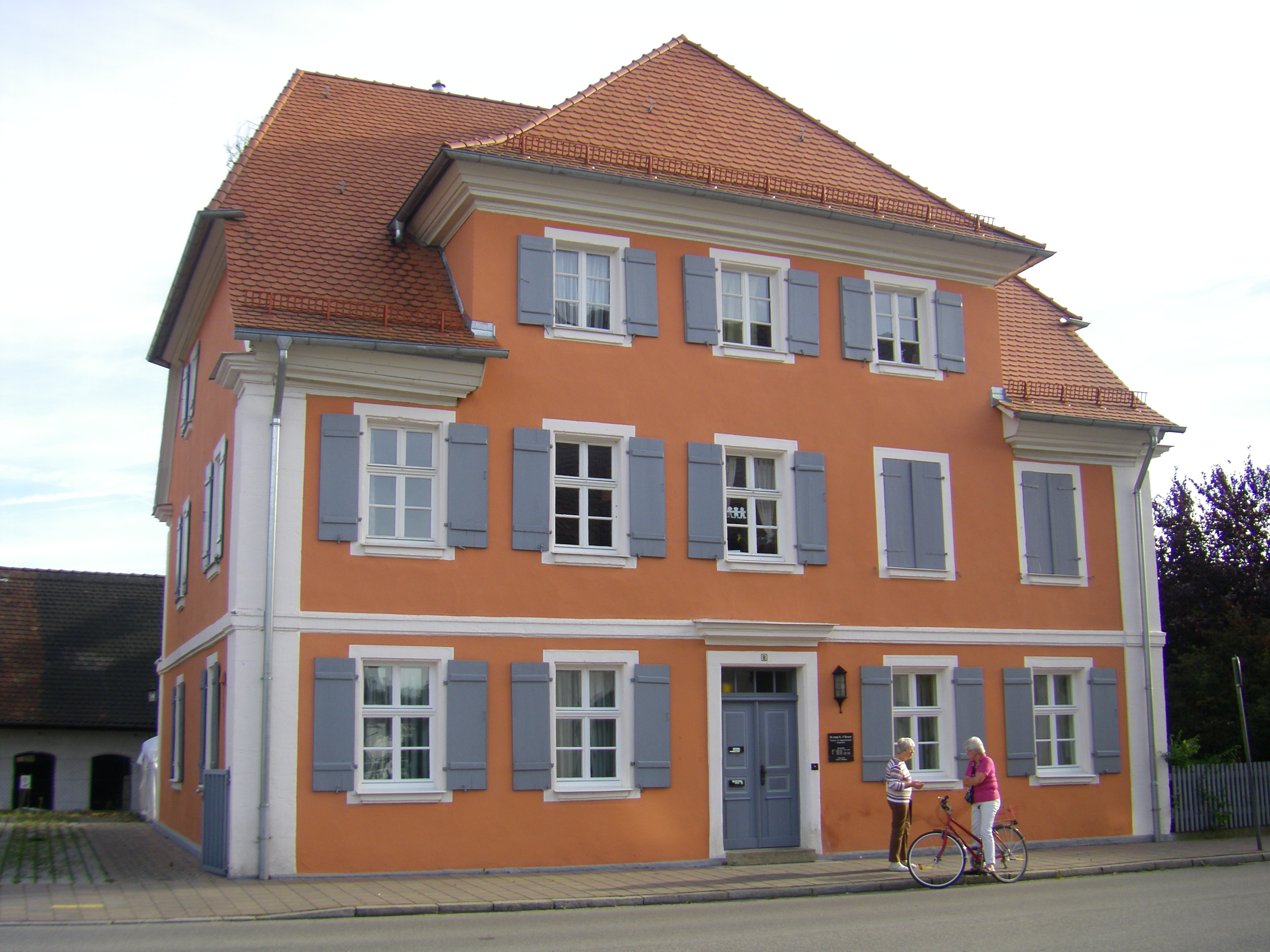
Ehemaliges Pfarrhaus in Windsbach

Das Pfarrhaus in Windsbach, einer Stadt im mittelfränkischen Landkreis Ansbach in Bayern, wurde um 1801 errichtet. Das ehemalige Pfarrhaus an der Heinrich-Brandt-Straße 8 ist ein geschütztes Baudenkmal.
Der zweigeschossige traufständige Satteldachbau mit Halbwalmdach und Zwerchhaus besitzt Putz- und Geschossgliederungen und Ecklisenen.